# Grand Prix de Casablanca 1934
Le Grand Prix de Casablanca 1934 est un Grand Prix qui s'est tenu dans les rues d'Anfa le 20 mai 1934

## Grille de départ
| 1re ligne | Pos. 3                          |                          | Pos. 2                         |                              | Pos. 1                        |
| --------- | ------------------------------- | ------------------------ | ------------------------------ | ---------------------------- | ----------------------------- |
|           | Étancelin Maserati 2 min 50 s 0 |                          | Chiron Alfa Romeo 2 min 49 s   |                              | Lehoux Alfa Romeo 2 min 49 s  |
| 2e ligne  |                                 | Pos. 5                   |                                | Pos. 4                       |                               |
|           |                                 | Hamilton Maserati ?      |                                | Straight Maserati ?          |                               |
| 3e ligne  | Pos. 8                          |                          | Pos. 7                         |                              | Pos. 6                        |
|           | Comotti Alfa Romeo 3 min 1 s 0  |                          | Soffietti Alfa Romeo 3 min 0 s |                              | Minozzi Alfa Romeo 2 min 56 s |
| 4e ligne  |                                 | Pos. 10                  |                                | Pos. 9                       |                               |
|           |                                 | Brunet Bugatti 3 min 8 s |                                | Zanelli Alfa Romeo 3 min 2 s |                               |
| 5e ligne  | Pos. 13                         |                          | Pos. 12                        |                              | Pos. 11                       |
|           | Nice Alfa Romeo ?               |                          | Biondetti Maserati ?           |                              | Sommer Maserati ?             |
| 6e ligne  |                                 | Pos. 15                  |                                | Pos. 14                      |                               |
|           |                                 | Corsi Maserati ?         |                                | Menco Maserati ?             |                               |

## Classement de la course
| Pos  | no | Pilote             | Écurie                     | Châssis          | Tours | Temps/Abandon     | Grille |
| ---- | -- | ------------------ | -------------------------- | ---------------- | ----- | ----------------- | ------ |
| 1    | 30 | Louis Chiron       | Scuderia Ferrari           | Alfa Romeo P3    | 60    | 2 h 55 min 42 s 4 | 2      |
| 2    | 16 | Philippe Étancelin | Privé                      | Maserati 8CM     | 60    | + 50 s 2          | 3      |
| 3    | 4  | Marcel Lehoux      | Scuderia Ferrari           | Alfa Romeo P3    | 59    | + 1 tour          | 1      |
| 4    | 12 | Whitney Straight   | Whitney Straight Ltd.      | Maserati 8CM     | 58    | + 2 tours         | 4      |
| 5    | 10 | Gianfranco Comotti | Scuderia Ferrari           | Alfa Romeo P3    | 58    | + 2 tours         | 8      |
| 6    | 24 | Giovanni Minozzi   | Scuderia Siena             | Alfa Romeo Monza | 57    | + 3 tours         | 6      |
| 7    | 14 | Juan Zanelli       | Privé                      | Alfa Romeo Monza | 56    | + 4 tours         | 9      |
| 8    | 8  | Clemente Biondetti | Grupa Genovese San Giorgio | Maserati 26M     | 56    | + 4 tours         | 12     |
| 9    | 26 | Robert Brunet      | Privé                      | Bugatti T51      | 55    | + 5 tours         | 10     |
| Abd. | 6  | Luigi Soffietti    | Scuderia Siena             | Alfa Romeo Monza | 54    |                   | 7      |
| Abd. | 18 | Hugh Hamilton      | Whitney Straight Ltd.      | Maserati 8CM     | 42    | Réservoir         | 5      |
| Abd. | 28 | Secondo Corsi      | Grupa Genovese San Giorgio | Maserati 26M     | 29    | Tuyaux d'huile    | 15     |
| Abd. | 20 | Raymond Sommer     | Privé                      | Maserati 8CM     | 15    | Embrayage         | 11     |
| Abd. | 22 | Mlle Hellé Nice    | Privé                      | Alfa Romeo Monza | 13    | Essieu arrière    | 13     |
| Abd. | 2  | Menco              | Privé                      | Maserati 26M     | 1     | Accident          | 14     |

- Légende: Abd.=Abandon.

## Pole position & Record du tour
- Pole position : Marcel Lehoux en 2 min 49 s 0.
- Record du tour : Louis Chiron en 2 min 49 s 2.